# Radcliffe College

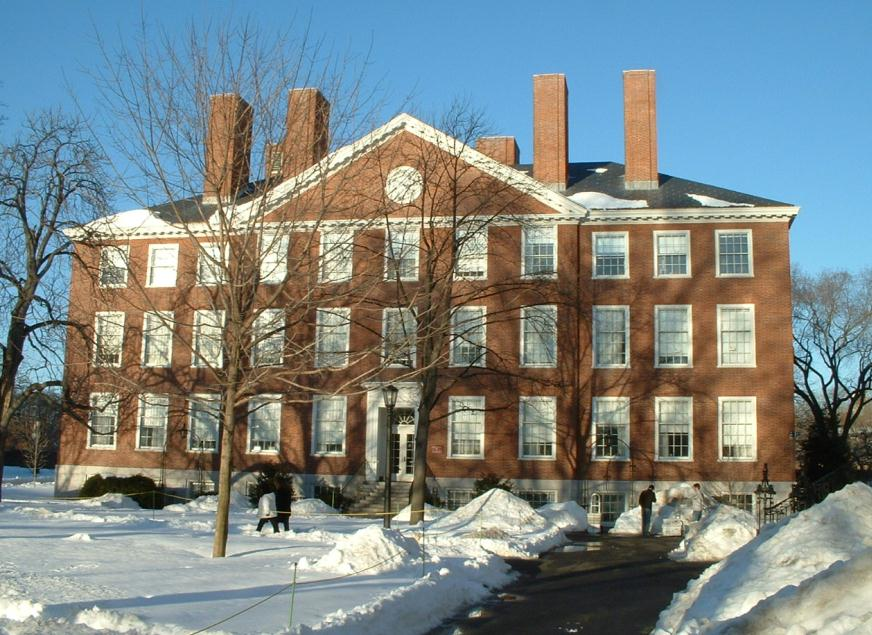
Radcliffe College.

Radcliffe College var en utbildningsinstitution för kvinnor, nära förknippad med Harvard University. Den var en av de ursprungliga medlemmarna i en grupp högskolor (college) som kallades Seven Sisters. Sedan 1999 är den helt integrerad med Harvard.
Radcliffe College grundades 1879 som ett annex till Harvards universitet så att lärarna vid Harvards universitet där kunde undervisa kvinnor. 1894 fick den av staten Massachusetts ställning som egen högskola. Den gavs namn efter Ann Mowlson, född Radcliffe, som etablerade det första stipendiet vid Harvard 1643.